# 小山寺 (桜川市)
小山寺（おやまじ）は、茨城県桜川市富谷の富谷山中腹にある天台宗の寺院。山号は施無畏山。別名富谷観音。十一面観世音菩薩坐像は茨城県指定有形文化財。

## 歴史
寺伝によれば、天平7年（735年）、聖武天皇の勅願によって行基を開基として建立されたという。寛正6年（1465年）、多賀谷朝経を大旦那として大工の宗阿弥家吉父子によって三重塔が建立された。明治39年（1906年）、三重塔が特別保護建造物（現在の重要文化財に相当）に指定された。昭和63年（1988年）から3年かけて三重塔の解体修理が行われた。

## 境内・文化財

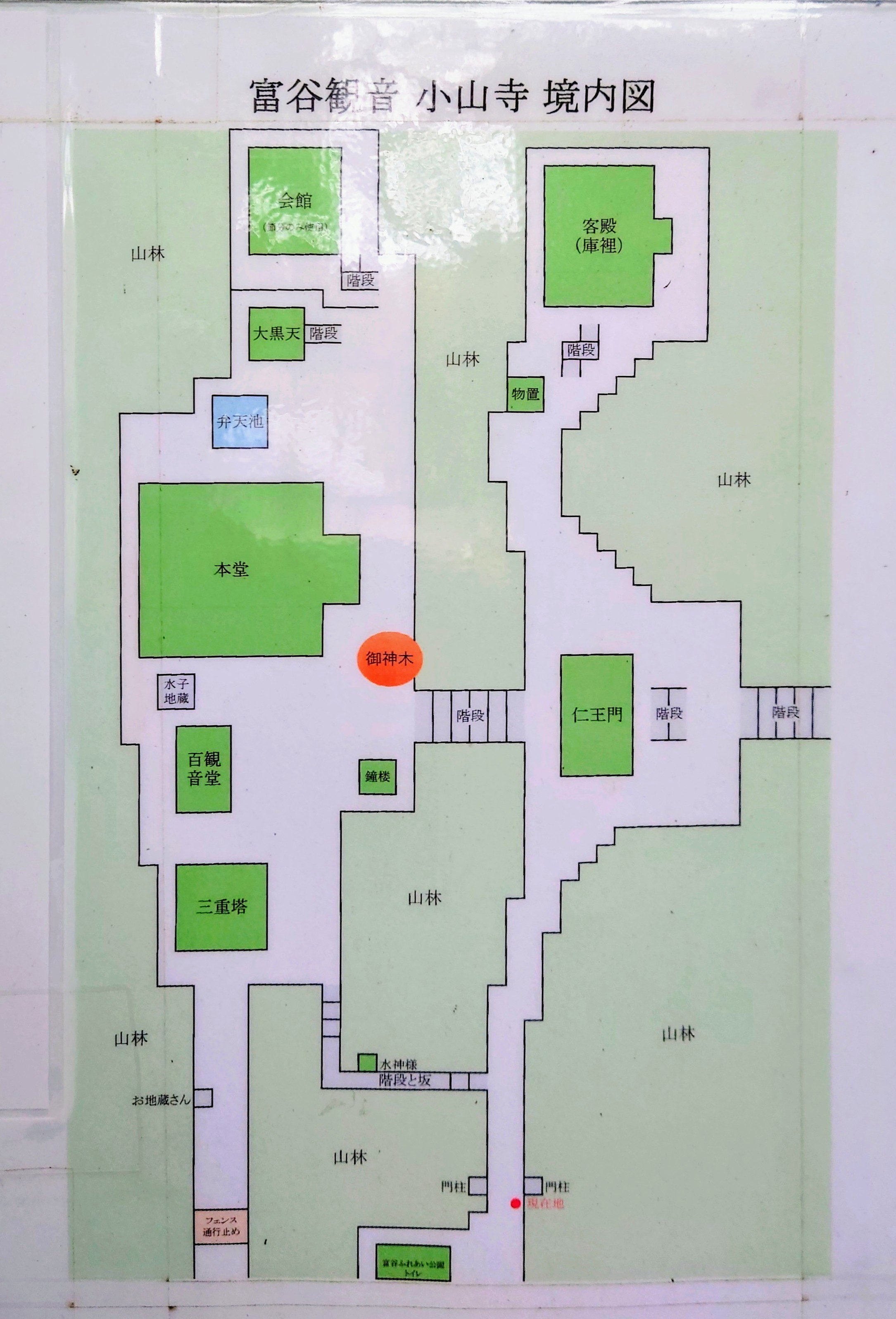
境内図

室町時代の三重塔の建築様式は和様を基本として細部に禅宗様を加味する。関東地方以北で同時代まで遡る仏塔は、同塔以外には栃木県芳賀郡益子町にある西明寺の三重塔のみである。また、本堂、楼門、鐘楼は茨城県指定有形文化財である。

### 文化財

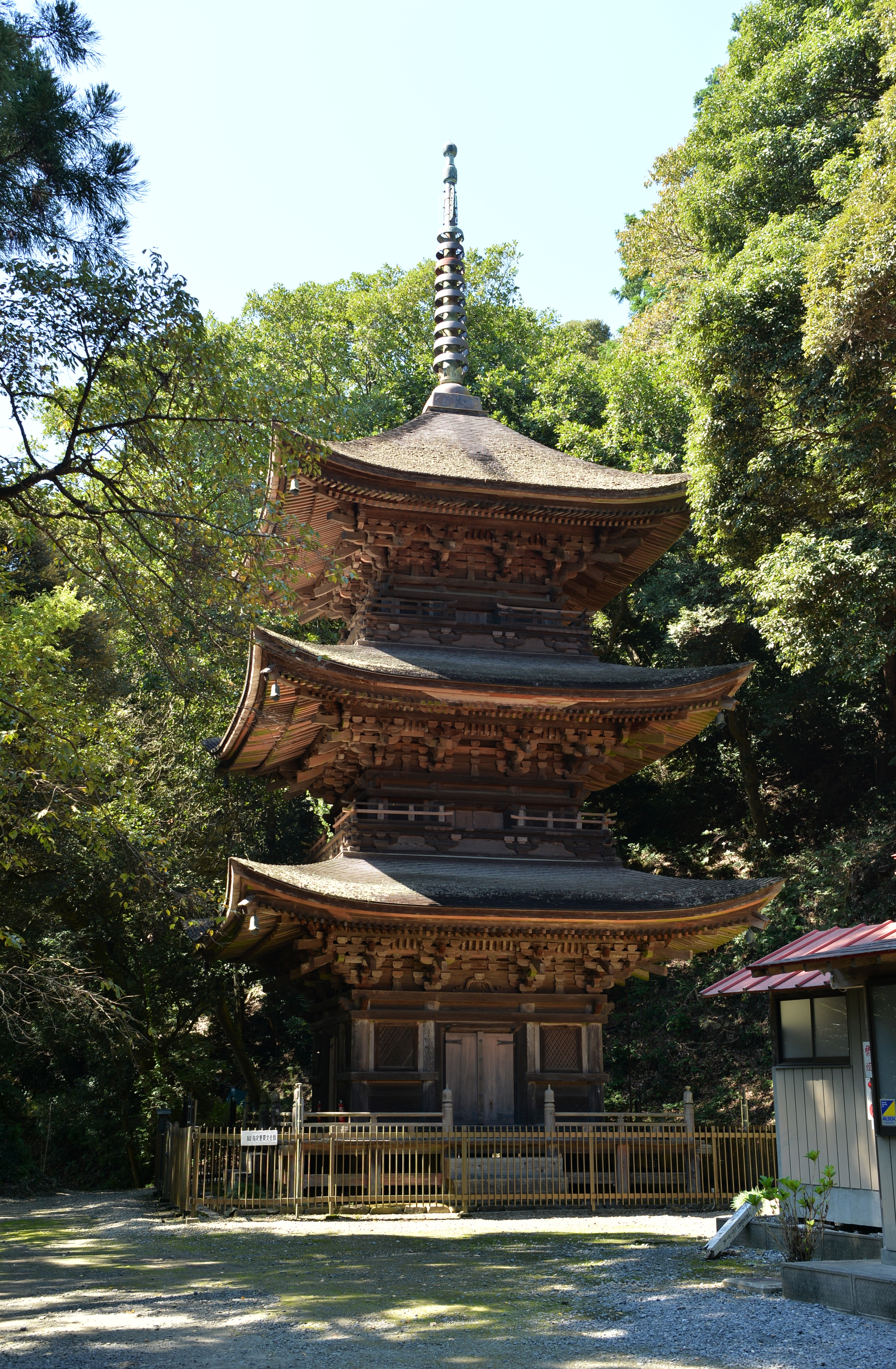
小山寺（富谷観音）の三重塔

#### 重要文化財（国指定）
- 三重塔 - 室町時代中期（寛正6年（1465年））の建立。三間三重塔婆、とち葺。明治39年（1906年）4月14日指定。

#### 茨城県指定有形文化財
- 本堂
- 仁王門
- 鐘楼
- 木造十一面観世音菩薩坐像
- 木造不動明王立像・毘沙門天立像

- 本堂
- 仁王門
- 鐘楼

#### その他
- 百観音堂（社務所兼用）
- 水子地蔵尊

- 百観音堂と三重塔
- 水子地蔵尊

## 交通アクセス
JR水戸線岩瀬駅からタクシーでおよそ10分